# Pycnocoma macrantha
Pycnocoma macrantha är en törelväxtart som beskrevs av Ferdinand Albin Pax och Adolf Engler. Pycnocoma macrantha ingår i släktet Pycnocoma och familjen törelväxter. IUCN kategoriserar arten globalt som sårbar. Inga underarter finns listade i Catalogue of Life.